# Мария (линейный корабль, 1808)
«Мария» — парусный 74-пушечный линейный корабль Черноморского флота Российской империи.

## Описание корабля
Один из одиннадцати парусных линейных кораблей типа «Анапа», строившихся в Николаеве и Херсоне с 1806 по 1818 год. Длина корабля составляла 54,9 метра, ширина по сведениям из различных источников от 14,5 до 14,7 метра, а осадка от 6,6 до 6,8 метра. Артиллерийское вооружение корабля состояло из 74 орудий.

## История службы
Корабль «Мария» был заложен в Херсоне и после спуска на воду в 1809 году перешёл в Севастополь.
Принимал участие в русско-турецкой войне. 23 октября 1809 года в составе отряда капитана 1 ранга П. М. Макшеева вышел из Севастополя к болгарским берегам. 29 октября корабли подошли к Варне, но, обнаружив превосходящую по численности турецкую эскадру из шести линейных кораблей, повернули к Одессе, и к 10 ноября вернулись в Севастополь.
В конце мая 1810 года было получено известие о выходе из Босфора сильной неприятельской эскадры в числе 13 линейных кораблей и фрегатов. 30 июня «Мария» составе эскадры контр-адмирала А. А. Сарычева вышла из Севастополя к Синопу, Самсуну и Варне для поиска турецкого флота. Не обнаружив противника и получив повреждения во время шторма, суда эскадры 26 июля вернулись в Севастополь. 9 августа эскадра вышла к болгарским берегам, подошла к Варне, но не решилась атаковать крепость без поддержки сухопутных войск и 17 августа ушла от Варны. Обнаружив в море турецкий флот, суда эскадры пошли на сближение, но турки, избегая боя, начали отходить и ночью им удалось уйти. 26 августа эскадра вернулась в Севастополь. 6 октября, приняв на борт десант, суда эскадры вышли из Севастополя к Трапезунду и 11 октября подошли к крепости. Эскадра бомбардировала береговые батареи и высадили десант. Но 17 октября ввиду численного превосходства противника десант пришлось снять с берега, корабли эскадры ушли от Трапезунда и 30 октября вернулись в Севастополь.
С 27 июня по 15 августа 1811 года в составе эскадры вице-адмирала P. P. Галла «Мария» выходила в крейсерство в район Варна к мысу Калиакра. 19 июля во главе отряда капитана 1 ранга М. Т. Быченского корабль «Мария», вместе с линейным кораблем «Анапа» и бомбардирским кораблем «Евлампий», отделились от эскадры и к 24 июля подошли к Пендераклии, где стояли турецкие 40-пушечный фрегат «Магубей-Субхан» и 20-пушечный корвет «Шагин-Гирей». При появлении русских судов турки спустили флаги и сдались без боя. 31 июля отряд отправился к мысу Калиакра, конвоируя пленные суда, где присоединился к эскадре.
В июле и августе 1812 «Мария» перевозила войска из Севастополя в Одессу. Больше в море корабль не выходил, находился в Севастопольском порту. А после 1818 года был разобран.

## Командиры корабля
Командирами линейного корабля «Мария» в разное время служили:
- С. А. Велизарий (1809—1810 годы);
- М. Т. Быченский (1811—1816 годы);
- К. Г. Гайтани (1817 год).